# Strobilurus tenacellus
Strobilurus tenacellus és una espècie de fong de la família de les fisalacriàcies (Physalacriaceae). Està distribuït a Àsia i Europa, on creix a les pinyes de les coníferes caigudes a terra (pins i pícees). Els cossos fructífers (bolets) són petits amb un capell convex de rogenc a marronós de fins a 15 mm de diàmetre i un peu cilíndric de 4 a 7,5 cm de llargada. Encara que es consideren comestibles són de poc interès culinari per la seva mida massa petita. Aquest fong allibera un fungicida natural que s’anomena estrobilurina i els seus derivats químics, que són més estables davant la llum que els naturals, s’utilitzen en fitopatologia

## Taxonomia
Aquesta espècie primer va rebre el nom d’Agaricus tenacellus per part de Christian Hendrik Persoon en les seves Observationes Mycologicae. de 1796 En la seva història taxonòmica, ha estat traslladat al gèneres Collybia per Paul Kummer el 1803, Marasmius per Jules Favre el 1939, i a Pseudohiatula per Georges Métrod el 1952. Rolf Singer el transferí al nou gènere Strobilurus el 1962, nom amb el qual actualment es coneix.
L'epítet específic tenacellus és un diminutiu de la paraula llatina tenax, que significa "tenaç".

## Descripció
El seu capell és primer convex abans d’aplanar-se i de vegades retenir una petita papil·la central i de vegades una depressió. El capell és higròfan, és a dir canvia de color segons la pèrdua o absorció d'humitat.

### Espècies similars
Strobilurus esculentus i S. stephanocystis són d’aspecte similar a S. tenacellus. S. stephanocystis té un capell que no és higròfan. Baeospora myosura també creix sobre les pinyes però fructifica a la tardor.

## Hàbitat
Strobilurus tenacellus és un fong sapròfit que arrela a la fusta. Pot aparéixer sol o en petits grups en les pinyes caigudes al sòl o parcialment colgades de Pi rajolet, Pinassa i de vegades de la Picea) en boscos de coníferes o mesclats. A Europa sovint fructifica de març a juny La seva presència és ocasional.

## Components bioactius

L'Azoxistrobina és un fungicida comercial desenvolupat a partir de les estrobilurines.

S’hi han aïllat dos diterpenoides. Aquest compostos inhibeixen el creixement de certes cèl·lules tumorals quan creixen in vitro.
Tenen baixa activitat antibacteriana contra el bacteri patogen dels humans Bacillus subtilis, i de baixa a moderada activitat contra els fongs Candida albicans i Aspergillus fumigatus. Aquest fong produeix l'antibiòtic natural estrobilurina A, descobert el 1977; s’han trobat altres estrobilurines en altres basidiomicets, L'estrobilurina A es creu que deriva biosintèticament de l'aminoàcid L-fenilalanina. A la natura, aquest fong secreta aquest producte químic per evitar la invasió per altres fongs de la seva font de nutrients. Funciona blocant la transferència d’electrons en els mitocondris, aturant la respiració en el citocrom. El compost derivat de l'estrobilurina anomenat azoxistrobina, es va produir comercialment l'any 1996. És el fungicida més venut del món